# Нисимура, Кё
Кё (яп. 京 Кё, родился 16 февраля 1976 года) японский рок-музыкант, автор-исполнитель и поэт, вокалист и фронтмен метал-группы Dir en grey. Начинал свою карьеру в visual kei-группе La:Sadie's, прежде чем в 1997 году стал одним из основателей группы Dir en grey. С 2013 года является лидером группы экспериментального рока Sukekiyo. На выбор музыкальной карьеры, по словам Кё, повлиял вокалист рок-группы Buck-Tick Ацуси Сакураи, постер с которым Кё однажды увидел на парте одноклассника. 6 декабря 2021 анонсировал новый проект под названием Petit Brabancon .

## Стиль исполнения

### Вокал
Голос Кё — тенор в диапазоне  пяти октав, и именно вокальные данные Кё повлияли на музыку группы Dir en grey. По словам критиков, Кё добился признания за свой широкий вокальный диапазон, поскольку мог «завывать, петь вполголоса, переигрывать, визжать, кричать, рычать, реветь и издавать почти нечеловеческие звуки». Издание Loudwire писало, что Кё может как издавать невероятно низкие горловые звуки для дэт-метала, так и быть одним из лучших скримеров метала. Дэйн Прокофьев из PopMatters говорил, что «его естественная непринуждённость и склонность к резкому контрасту между двумя абсолютно противоположными точками человеческого голосового диапазона подобны дару свыше или выигрышу в лотерею, и подобный выигрыш называется талантом».
Обозреватель AllMusic Том Юрек сравнивает Кё с вокалистами экспериментального и авангардного рока, как Майк Паттон и Диаманда Галас. Гитарист группы Dir en grey Масару Андо (известный как Die) сам сравнил Кё с музыкальным инструментом наподобие гитары.

### Тексты песен

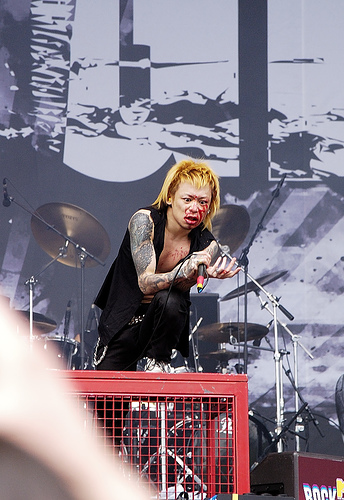
Кё выступает в 2006 году с раной на груди и размазанной по лицу кровью

Кё является автором музыки к небольшому числу песен группы (таких, как 「S」; «The Domestic Fucker Family»; «Hades»;   我、闇とて…;   欲巣にDREAMBOX,   и  др.), но при этом составляет все тексты к ним. Тексты носят негативный характер и связаны с запретными или как минимум скандальными темами: сексуальным влечением («Zomboid»), жестоким обращением с детьми («Berry») или ложью СМИ («Mr. Newsman»). Несколько песен затрагивают специфические темы для Японии — сложившееся отношение к абортам, которое Кё не поддерживает («Mazohyst of Decadence» и «Obscure») и структуру современного общества («Children»). Некоторые из песен связаны с личными чувствами, эмоциями и утраченной любовью («Undecided», «Taiyou no Ao», «Mushi»). Большая часть текстов песен написаны на японском, а не на английском, что гитарист Каору (Каору Ниикура) объясняет следующим образом: «Мы считаем, что наша музыка — произведение искусства, и язык — часть этого искусства». По словам Каору, Кё предпочитает выражать чувства на японском, поскольку некоторые нюансы можно передать только на нём.
В текстах встречается как откровенно вульгарная, так и возвышенная лексика, типичной является игра слов и двойной смысл текстов. Так, название песни «Mitsu to Tsuba» о насилии буквально переводится как «Мёд и слюна», но если прочитать в обратном порядке на кандзи, то название песни уже будет передаваться как «Tsumi to Batsu» и переводиться как «Преступление и наказание».

### Сценический образ
В середине 2000-х годов Кё добавил в свой сценический образ элементы шока: неоднократно он изображал на теле следы тяжёлых ожогов, имитировал рвоту разного цвета и состояния, а иногда и наносил себе сам увечья. Достоверность последнего, однако, оспаривалась в связи с тем, что подобное вытворяют многие музыканты в рамках гастролей. Так, Кё мог растянуть свой рот пальцами во время исполнения песни «Kodoku ni Shisu, Yueni Kodoku» в гастрольных турах «It Withers and Withers» или «Inward Scream». Однако после выхода в 2008 году альбома Uroboros Кё отказался от подобных элементов сценического шоу и больше не наносил себе увечья.

## Сотрудничество с другими группами
Во время гастролей по Северной Америке в 2010 году Кё выступал с группой Apocalyptica, исполняя с Тайпом Джонсоном песню «Bring Them To Light». В том же году он записал вокальные партии для дебютного альбома Daisuke to Kuro no Injatachi группы Kagerou. В 2013 году Кё собрал несколько артистов из групп visual kei, чтобы создать супергруппу Sukekiyo. Группа открыла первый концерт Sugizo в рамках тура Thrive to Realize, а на следующий день выступила на фестивале Countdown Japan. Первый альбом Immortalis вышел в 2014 году, в 2015 году вышла EP Vitium, в 2017 году — второй студийный альбом Adoratio.
6 декабря 2021 года было объявлено о создании новой группы Petit Brabancon. Считается, что на звучание повлияли такие коллективы, как Deftones, KORN и Alice in Chains. Релиз первого сингла назначен на 24.12.21. 

## Проблемы со здоровьем
Кё не раз попадал в больницу за время своих выступлений. В 2000 году он оглох частично на левое ухо, а в 2006 и 2009 годах у него было воспаление голосовых складок. В конце 2011 — начале 2012 года у него снова обострились проблемы с горлом и голосовыми складками, и Кё временно потерял голос, вследствие чего отменил гастрольный тур Still Reckless, назначенный на март 2012 года. Кё вынужден был пройти курс медицинского лечения и сумел восстановить свой голос. 16 мая того же года после концерта в Shinkiba Studio Coast Кё опять попал в больницу с подозрением на тонзиллит.